# 펑푸신춘역

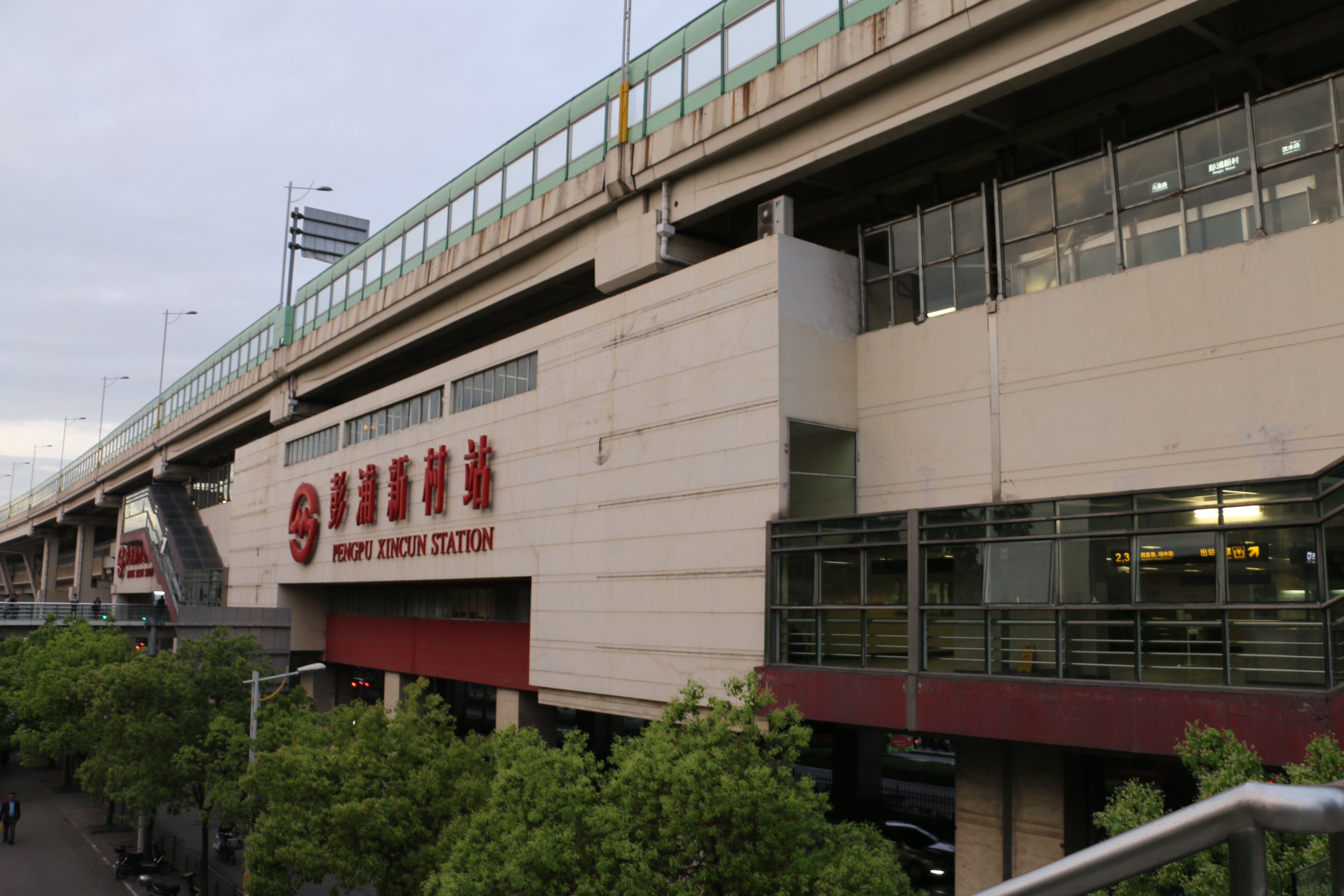
펑푸신춘역 역사

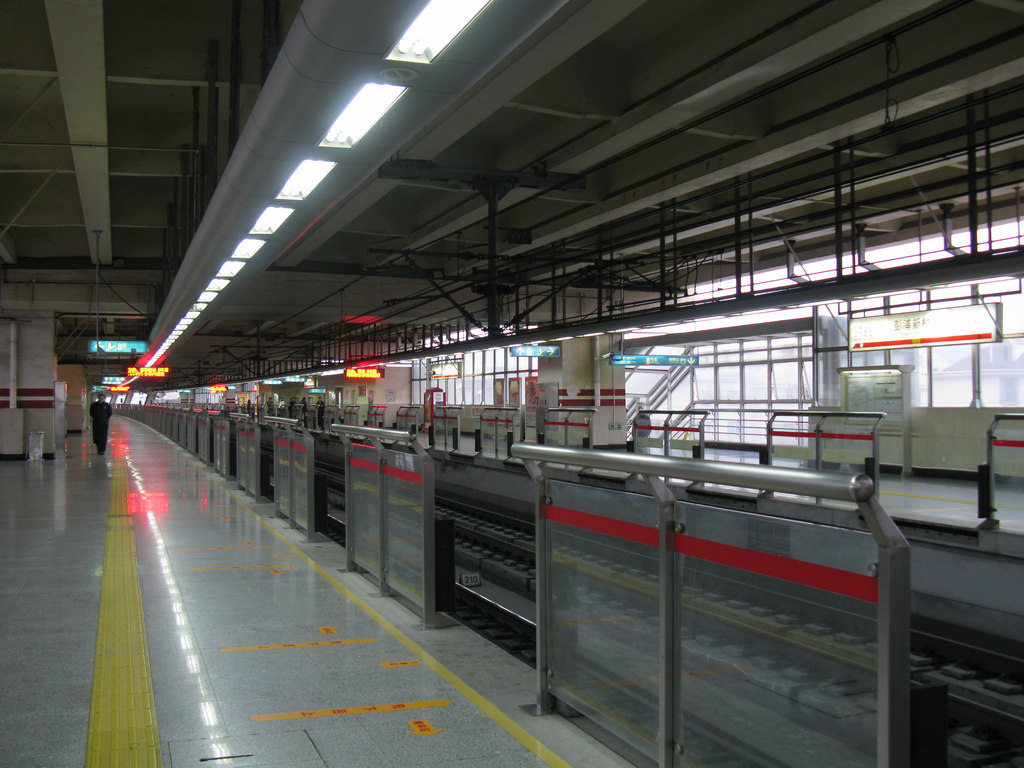
개조전 펑푸신춘역 승강장 (2009년)

펑푸신춘역(중국어: 彭浦新村站)은 중국 상하이시 징안구 펑푸신춘 가도 궁허 신로 및 창중로 교차로에 위치한 상하이 지하철 1호선의 지하철역이다. 역 근처는 대규모 주거지역인 펑푸신춘(彭浦新村)이기 때문에 상하이 지하철에서 승객이 많은 역 중 하나로 출퇴근 시간마다 안전을 위해 유동 제한 조치를 취할 수 있다.

## 역 구조

### 층별 구조
펑푸신춘역은 총 3층으로 된 고가역이며, 1층은 궁허 신로와 평행하여 4개의 출구가 있고, 2층은 대합실로 매표·교통카드 충전·안전검색·개집표기 등의 서비스가 제공되며, 3층은 승강장층으로 2개의 상대식 승강장이 설치되었다. 이 중 승강장 위쪽은 남북고가로이다.
다음 펑푸신춘역의 층별 구조는 아래와 같다.
| 지하 3층 | 상대식 승강장, 오른쪽 출입문이 열림 | 상대식 승강장, 오른쪽 출입문이 열림        |
| 지하 3층 | ←                                   | ■1호선 푸진루 방면 (궁캉루)                |
| 지하 3층 | →                                   | ■1호선 신좡 방면 (원수이루)                |
| 지하 3층 | 상대식 승강장, 오른쪽 출입문이 열림 |                                            |
| 2층      | 대합실                              | 고객 센터, 자동 매표기, 수동 서비스 카운터 |
| 1층      | 출구                                | 1-4번 출구                                 |

### 대합실
펑푸신춘역 대합실은 서로 연결되지 않는 두 개의 구역을 두고 있다. 북쪽 구역은 1, 4번 출구와 연결되어 계단과 에스컬레이터가 각각 2개씩 1호선 양방향으로 가는 승강장이 있고, 남쪽 구역은 2, 3번 출구와 연결되어 에스컬레이터 1개와 승강기 1개씩 1호선으로 가는 2개 승강장이 설치되어 있으나, 대합실의 승강기는 예약 이용해야 한다.

### 승강장
펑푸신춘역 승강장은 고가 3층에 위치한 상대식 승강장이다. 두 승강장에는 계단과 에스컬레이터, 승강기가 설치되어 있으며, 승강장 모두 휴식을 취할 수 있는 대기 공간이 있다.

## 출구
|                         |                                               |  |  |
| 출구                    | 출구 인근                                     |  |  |
| 1번 출구                | 궁허 신로(共和新路) 동측, 웬시로(闻喜路) 남측 |  |  |
| 2번 출구                | 궁허 신로 동측, 창중로 북측                   |  |  |
| 3번 출구                | 궁허 신로 서측, 창중로 북측                   |  |  |
| 4번 출구                | 궁허 신로 서측, 웬시로 남측                   |  |  |
| 아이콘 설명: 엘리베이터 |                                               |  |  |

주: 2, 3번 출구에는 무장애 엘리베이터, 1번 출구에는 화장실이 설치되어 있다.

## 연결 가능한 버스 교통
151, 206, 04, 46, 110, 114, 253, 312, 322, 705, 722, 741, 762, 849, 862, 912, 916, 232, 234, 222